# Yphthimoides electra
Yphthimoides electra är en fjärilsart som beskrevs av Butler 1866. Yphthimoides electra ingår i släktet Yphthimoides och familjen praktfjärilar. Inga underarter finns listade i Catalogue of Life.